# Lista dos distritos do Butão por IDH
Esta é uma lista de distritos (dzongkhag) do Butão pelo Índice de Desenvolvimento Humano (IDH) de 2019.
| Classificação                     | Distrito                          | IDH (2019)                        | Países comparáveis (2019)         |
| Desenvolvimento humano muito alto | Desenvolvimento humano muito alto | Desenvolvimento humano muito alto | Desenvolvimento humano muito alto |
| --------------------------------- | --------------------------------- | --------------------------------- | --------------------------------- |
| 1                                 | Thimphu                           | 0,806                             | Kuwait Sérvia                     |
| Alto desenvolvimento humano       |                                   |                                   |                                   |
| 2                                 | Paro                              | 0,722                             | Líbia Uzbequistão                 |
| 3                                 | Haa                               | 0,702                             | Gabão                             |
| Desenvolvimento humano médio      |                                   |                                   |                                   |
| 4                                 | Sarpang                           | 0,684                             | Marrocos Guiana                   |
| 4                                 | Chukha                            | 0,684                             | Marrocos Guiana                   |
| 6                                 | Bumthang                          | 0,661                             | Nicarágua                         |
| 7                                 | Punakha                           | 0,654                             | Namíbia                           |
| -                                 | Butão                             | 0,654                             | Namíbia                           |
| 8                                 | Tsirang                           | 0,629                             | Kiribati                          |
| 9                                 | Samtse                            | 0,620                             | Micronésia                        |
| 10                                | Trongsa                           | 0,615                             | Laos                              |
| 11                                | Samdrup Jongkhar                  | 0,614                             | Laos                              |
| 12                                | Pemagatshel                       | 0,608                             | Vanuatu                           |
| 13                                | Dagana                            | 0,607                             | Timor-Leste                       |
| 14                                | Lhuntse                           | 0,605                             | Timor-Leste                       |
| 15                                | Wangdue Phodrang                  | 0,604                             | Timor-Leste                       |
| 16                                | Zhemgang                          | 0,603                             | Nepal                             |
| 17                                | Mongar                            | 0,602                             | Nepal                             |
| 18                                | Trashiyangtse                     | 0,588                             | Guiné Equatorial Zâmbia           |
| 19                                | Trashigang                        | 0,578                             | Angola                            |
| Baixo desenvolvimento humano      |                                   |                                   |                                   |
| 20                                | Gasa                              | 0,536                             | Costa do Marfim                   |